# یاهو! میوزیک
یاهو! میوزیک (انگلیسی: Yahoo! Music) یک وبگاه ارائه دهنده خدمات موسیقی، از جمله رادیو اینترنت، موزیک ویدئو، اخبار، اطلاعات هنرمند و برنامه‌نویسی متعلق به یاهو! بود. درگذشته، کاربران با حساب یاهو! می‌توانستند به صدها هزار ترانه بر اساس هنرمند، آلبوم و سبک ترانه دسترسی پیدا کنند.